# 1940 no desporto

## Eventos
- Pela segunda vez não houve XII Jogos Olímpicos em Tóquio, devido à Segunda Guerra Mundial.[1]
- 27 de abril - Inauguração do Estádio Municipal Paulo Machado de Carvalho, o Pacaembu,  em São Paulo.
- 12 de maio - Inauguração do Autódromo José Carlos Pace em São Paulo.

## Nascimentos
| Data            | Nome              | Profissão                                  | Nacionalidade                    | Observações | Ref                 |
| --------------- | ----------------- | ------------------------------------------ | -------------------------------- | ----------- | ------------------- |
| 1 de janeiro    | João Roque        | ciclista                                   | Portugal                         |             |                     |
| 2 de janeiro    | Nanni Galli       | piloto de Fórmula 1                        | Itália                           | m. 2019     | [ 2 ]               |
| 17 de janeiro   | Kipchoge Keino    | atleta, fundista                           | Quênia                           |             |                     |
| 18 de janeiro   | Pedro Rodríguez   | piloto de Fórmula 1                        | México                           | m. 1971     | [ 3 ]               |
| 20 de janeiro   | Carol Heiss       | patinadora artística                       | Estados Unidos                   |             |                     |
| 17 de fevereiro | Willi Holdorf     | atleta, decatlonista                       | Alemanha                         | m. 2020     | [ 4 ]               |
| 20 de fevereiro | Jimmy Graves      | ex-futebolista                             | Inglaterra                       | m. 2021     | [ 5 ]               |
| 21 de fevereiro | Peter Gethin      | piloto de Fórmula 1                        | Inglaterra                       | m. 2011     | [ 6 ]               |
| 24 de fevereiro | Denis Law         | futebolista                                | Escócia                          | m. 2025     | [ 7 ]               |
| 28 de fevereiro | Mario Andretti    | automobilista                              | Estados Unidos · Itália (nasc.)  |             |                     |
| 10 de março     | Chuck Norris      | ator e lutador de artes marciais           | Estados Unidos                   |             |                     |
| 21 de março     | Rui Chapéu        | jogador de sinuca                          | Brasil                           | m. 2020     | [ 8 ]               |
| 27 de março     | Sandro Munari     | piloto de ralis                            | Itália                           |             |                     |
| 28 de março     | Luis Cubilla      | futeobolista                               | Uruguai                          | m. 2013     | [ 9 ]               |
| 2 de abril      | Donald Jackson    | patinador artístico                        | Canadá                           |             |                     |
| 2 de abril      | Mike Hailwood     | piloto de motociclismo e de Fórmula 1      | Inglaterra                       | m. 1981     | [ 10 ]              |
| 4 de abril      | Richard Attwood   | piloto de automobilismo                    | Inglaterra                       |             |                     |
| 13 de abril     | Mike Beuttler     | piloto de Fórmula 1                        | Reino Unido · Egito (nasc.)      | m. 1988     | [ 11 ]              |
| 13 de abril     | Max Mosley        | ex-piloto, advogado e dirigente esportivo  | Reino Unido                      | m. 2021     | [ 12 ]              |
| 25 de abril     | Maribel Owen      | patinadora artística                       | Estados Unidos                   | m. 1961     | [ 13 ]              |
| 17 de maio      | Ingrid Wendl      | patinadora artística                       | Áustria                          |             |                     |
| 19 de maio      | Jan Janssen       | ciclista                                   | Países Baixos                    |             |                     |
| 20 de maio      | Otto Jelinek      | patinador artístico, empresário e político | Canadá                           |             |                     |
| 20 de maio      | Stan Mikita       | jogador de hóquei no gelo                  | Canadá · Eslováquia (nasc.)      | m. 2018     | [ 14 ]              |
| 23 de junho     | Wilma Rudolph     | atleta                                     | Estados Unidos                   | m. 1994     | [ 15 ]              |
| 26 de junho     | Vyacheslav Ionov  | velocista                                  | Estados Unidos · Rússia (nasc.)  | m. 2012     | [ 16 ]              |
| 31 de agosto    | Alain Calmat      | patinador artístico                        | França                           |             |                     |
| 20 de outubro   | Premjit Lall      | tenista                                    | Índia                            | m. 2008     | [ 17 ]              |
| 23 de outubro   | Dona Lee Carrier  | patinadora artística                       | Estados Unidos                   | m. 1961     | [ 13 ]              |
| 23 de outubro   | Pelé              | futebolista                                | Brasil                           | m. 2022     | [ 18 ]              |
| 17 de novembro  | Yelena Petushkova | adestradora, campeão olímpico              | Rússia (atual) · União Soviética | m. 2007     | [ 19 ]              |
| 25 de novembro  | Jan Jongbloed     | futebolista                                | Países Baixos                    | m. 2023     | [ 20 ]              |
| 28 de novembro  | Alberto Gallardo  | futebolista                                | Peru                             | m. 2001     | [carece de fontes?] |

## Mortes
| Data          | Nome              | Profissão           | Nacionalidade | Observações | Ref |
| ------------- | ----------------- | ------------------- | ------------- | ----------- | --- |
| 21 de janeiro | Geoffrey Hall-Say | patinador artístico | Reino Unido   | n. 1864     |     |
| 26 de março   | Spiridon Louis    | maratonista         | Grécia        | n. 1873     |     |